# Zierotin

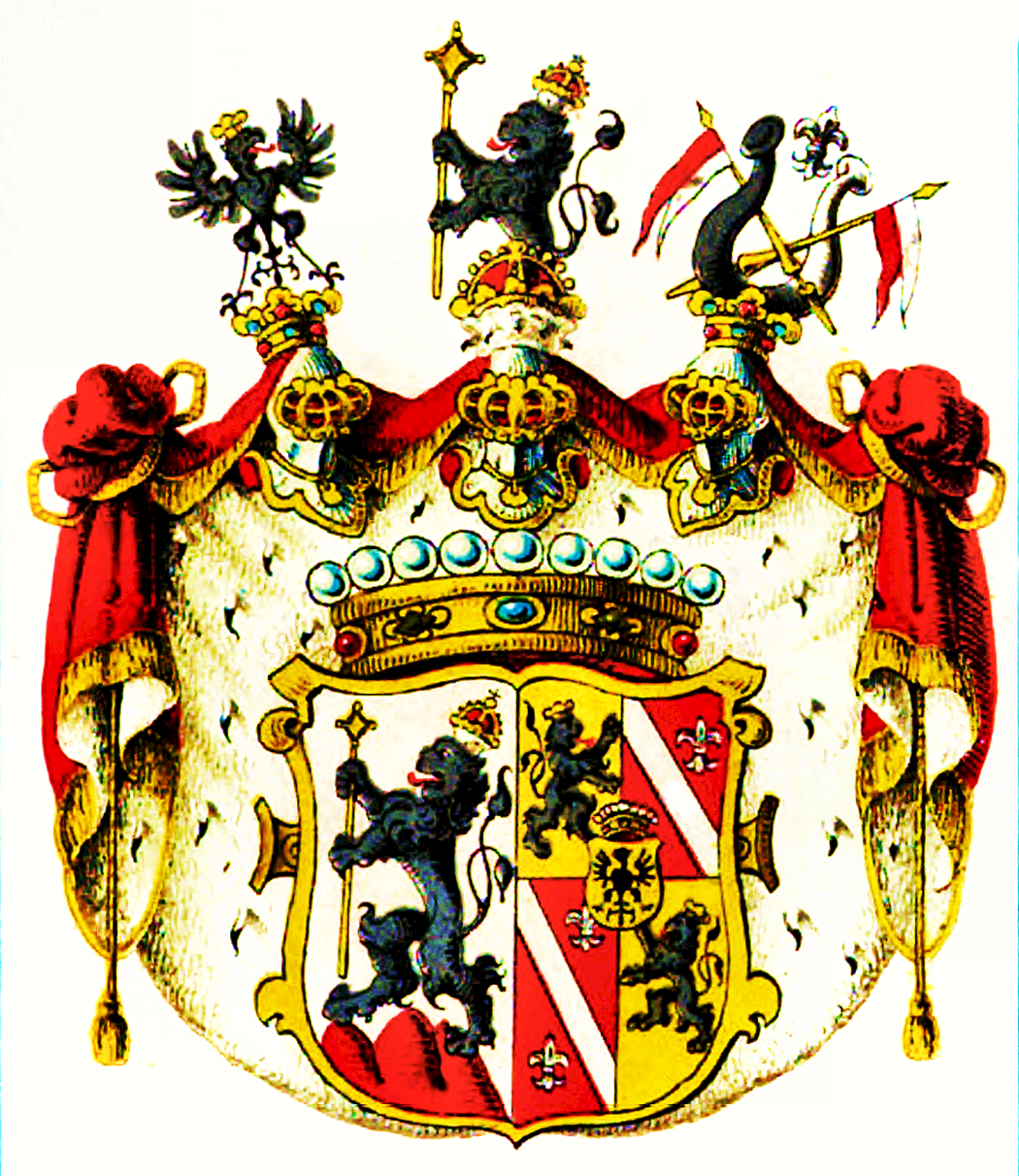
Wappen der Grafen von Zierotin, Freiherren von Lilgenau 1740

Die Grafen von Zierotin, Freiherren von Lilgenau (auch Zerotein, tschechisch ze Žerotína oder Žerotínové) waren ein reich begütertes mährisches Adelsgeschlecht, das auch in Böhmen und Schlesien ansässig wurde. Der größte Teil ihrer Besitzungen lag in Mähren.
Sie waren nicht verwandt oder identisch mit der gleichnamigen böhmischen Adelsfamilie Žírotín oder Žerotín (Wappen: in Silber ein schwarzer Adler).

## Geschichte

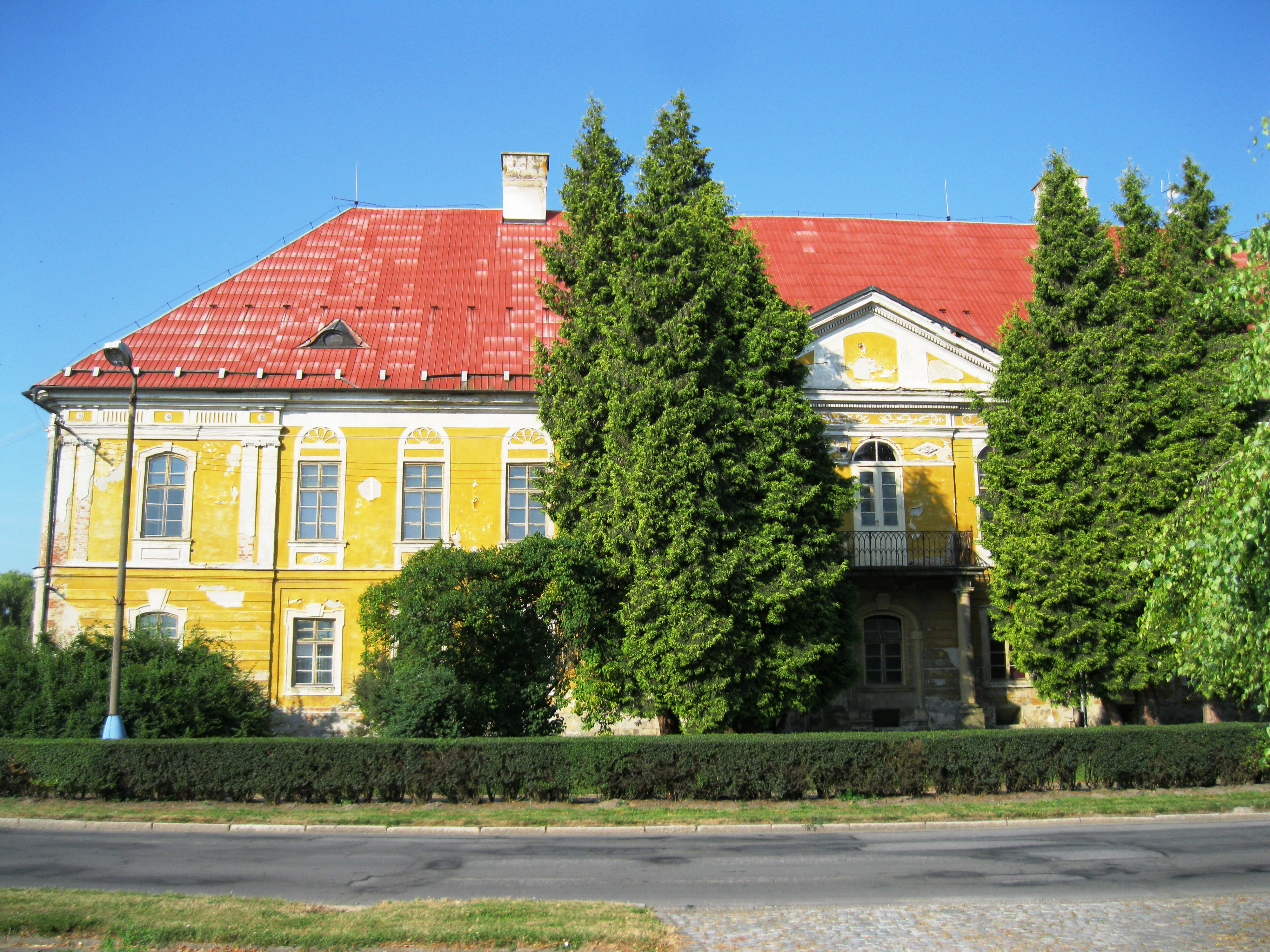
Schloss Žerotín

Die Zierotiner stammten vermutlich von dem Geschlecht des Blud z Bludova ab, eines Angestellten des Burggrafen, der seinen Sitz in Bludov hatte, etwa fünf Kilometer von Mährisch Schönberg entfernt. Ende des 12. Jahrhunderts erhielten sie das Dorf Žerotín und daraufhin auch den Zusatztitel von Zierotin.
Die Adelsfamilie verzweigte sich und gewann an Einfluss und Ansehen. 1478 wurden sie in den Herrenstand erhoben. Im 16. Jahrhundert besetzten viele der Familienmitglieder wichtige Positionen. Im 17. Jahrhundert erfolgte die Erhebung in den Grafenstand, eine Wappenmehrung im Jahr 1740.

## Persönlichkeiten
- Blud von Blauda (erwähnt 1195 bis 1215) war 1213 bis 1215 Burggraf in Prerau.
- Onesch (nachgewiesen 1209–1249), Sohn des Blud von Blauda, war von 1222 bis 1233 Burggraf in Olmütz und nannte sich seit 1249 von Kniebitz (ze Pňovic).
- Viktor ein weiterer Sohn von Blud (nachgewiesen 1215 bis 1239) war 1236 Burggraf von Prerau, 1237 von Olmütz und 1238 Unterkämmerer.
- Bluda (1232 bis 1288), Sohn des Onesch war 1238 stellvertretender Truchsess, bezeichnete sich von 1278 bis 1288 von Jitschin. Sein Sohn Blud (1302 bis 1311) schrieb sich auch von Koschitz.

Zu diesem Zeitpunkt verästelte sich bereits das Geschlecht so sehr, dass teilweise keine Verbindungen mehr nachzuweisen sind. Nur dem Erbe nach geht man davon aus, dass zur mährischen Familie folgende Nachkommen zählen:
- Předbor von Cítova (erwähnt 1204, 1215),
- Onesch, Sohn von Onesch (von 1275 bis 1295 Olmützer Kämmerer), der sich seit 1287 von Schönwald (z Šumvaldu) nannte.
- Drslav z Čistého Slemene (erwähnt 1280)
- Militsch von Cítov († 1305) und sein Sohn Albert (nachgewiesen 1305)
- Předbor von Bolelautz (nachgewiesen 1286 bis 1297)
- Brüder Fráněk von Sokolom (Dolní Sukolom, nachgewiesen 1311, 1318) und Adam von Schönwald (nachgewiesen 1311 bis 1329). Deren Nachkommen hielten Sokolom und Schönwald
- Brüder Hynek und Půta von Buzova (nachgewiesen 1353)
- Zbinko von Wrahowitz (nachgewiesen 1368 bis 1415)

In Böhmen gab es einen Zweig, dessen Urahne Jeschek von Wesselitz war und der im 16. Jahrhundert ausstarb.
Eine ununterbrochene Linie beginnt mit den Brüdern Djetoch, Viktor, Onesch und Zbor von Sokolom (nachgewiesen 1326 bis 1352). Viktor und Djetoch hatten keine männliche Nachfolger.
- Zbor hinterließ Söhne Nikolaus, Franjek, Bartholomäus, Jeschek und Vitek (erwähnt 1391).
- Nikolaus wurde 1382 Vogt in Litovel und verkaufte seinen Anteil an Zierotin an Nikolaus von Schönwald.
- Jeschek hatte mit seiner Frau Anna von Troubky Jeschek (II.), Herr auf Troubky.
- Vítek hatte drei Söhne Franjek († nach 1438), Bernhardt (erwähnt 1415 bis 1457) gehörte neben Zierotin auch Hluboká. Verheiratet war er mit Dorothee von Rechenberg.
- Franjek hinterließ den Sohn Hoschek (nachgewiesen 1438 bis 1466), der 1457 seinen Cousins seine Anteile an Zierotin verkaufte und Herr auf Bladowitz wurde und 1466 Tilmitschau hinzukaufte.
- Die Söhne Bernhardts hießen Peter (auch Přemek genannt, erwähnt 1447), Nikolaus (erwähnt 1447), Bernhardt und Johann. Peter erbte 1463 Zierotin und Herdborschitz, Johann die Burg Edlštein und Zuckmantel. Deren Nachkommen trennten sich in die Äste Napajedl und Fulneck.

### Linie Napajedl
- Bernhard († vor 1480) verkaufte Zerotein 1468 an das Kloster in Sternberg und erwarb dafür andere Dörfer. Er hatte drei Söhne, Johann den Jüngeren, Bernhard den Jüngeren, Wenzel und Heinrich.
  - Bernhard war mit Elisabeth von Füllstein verheiratet, sie hatten jedoch keine männlichen Nachkommen.
  - Wenzel bekam als Mitgift durch seine Vermählung mit Anna ze Zahrádky Buchlau und Napajedl.
    - Paul († 1550), Sohn des Wenzels wurde auf dem Hof des Königs Ferdinand erzogen. Mit seinen Brüdern Wenzel und Johann erteilte er 1540 den Bürgern von Napajedl Freiheiten und kaufte 1548 Milotitz. Er war mit Elisabeth von Kunowitz verheiratet. Mit ihr hatte er die Söhne Friedrich, Bertholomäus, Johann Jetřich, Wenzel und Friedrich.
      - Friedrich von Zierotin († 31. Mai 1598)
      - Johann Jetřich († vor 1595) kaiserlicher Rat, Rat des Kammergerichts und Hauptmann des Bezirks Chrudim, war mit Barbara von Biberstein verheiratet, nach ihrem Tod 1579 das zweite Mal mit Lidmila Libstein von Kolowrat. Sein Vermögen vermachte er seiner Frau und seinem Bruder Friedrich, die es später Johanns Tochter übergeben sollten. Diese heiratete 1604 gegen den Willen ihrer Onkel Ladislaus Berka von Dauba.

Die Linie von Napajedl starb 1611 aus.

### Linie Fulnek
- Johann der Ältere († vor 1500), der zweite Sohn Bernhards, war ein Getreuer des Königs Georg von Podiebrad, was ihm den Verlust der Burg Edelstein einbrachte. Dafür erwarb er von Peter von Rosenberg Straßnitz, des Weiteren Fulnek (mit Kunín und später auch Zauchtel), Schönberg, Wenzelsburg und Blauda. In Schlesien hielt er Svrchlenec und Bytom. 1478 wurde er in den Herrenstand aufgenommen, war von 1480 bis 1482 Höchster Richter in Olmütz. Aus einer Ehe mit Machna von Neuzerekwe gingen die Söhne Peter, Johann der Jüngere, Viktorim († 1552), Georg († 1507), Bartholomäus († vor 1510) und Bernhard hervor. Lediglich Peter und Johann hatten Nachkommen. Die Nachkommen von Johann gründeten die Linie Schönberg und Wiesenberg, die des Peter die Linie von Straßnitz und Kolín.
  - Bernhard († 1531), Sohn des Johann des Älteren gehörte zusammen mit seinen Brüdern Johann und Viktorim zur Gefolgschaft von Königin Maria bei ihrer Fahrt zur Krönungszeremonie nach Prag. 1526 führte er ein Heer gegen die Türken, bei seiner Ankunft in Pressburg war die Schlacht jedoch schon entschieden. 1529 ernannte man ihm zum Hauptmann von Titschein, das er gegen Türken verteidigen sollte. Bernhard gehörten Wiegstein bei Troppau, Strahlenberg, Kamenec, Špičky, Zámrsky und Kunzendorf.

### Linie Schönberg und Wiesenberg

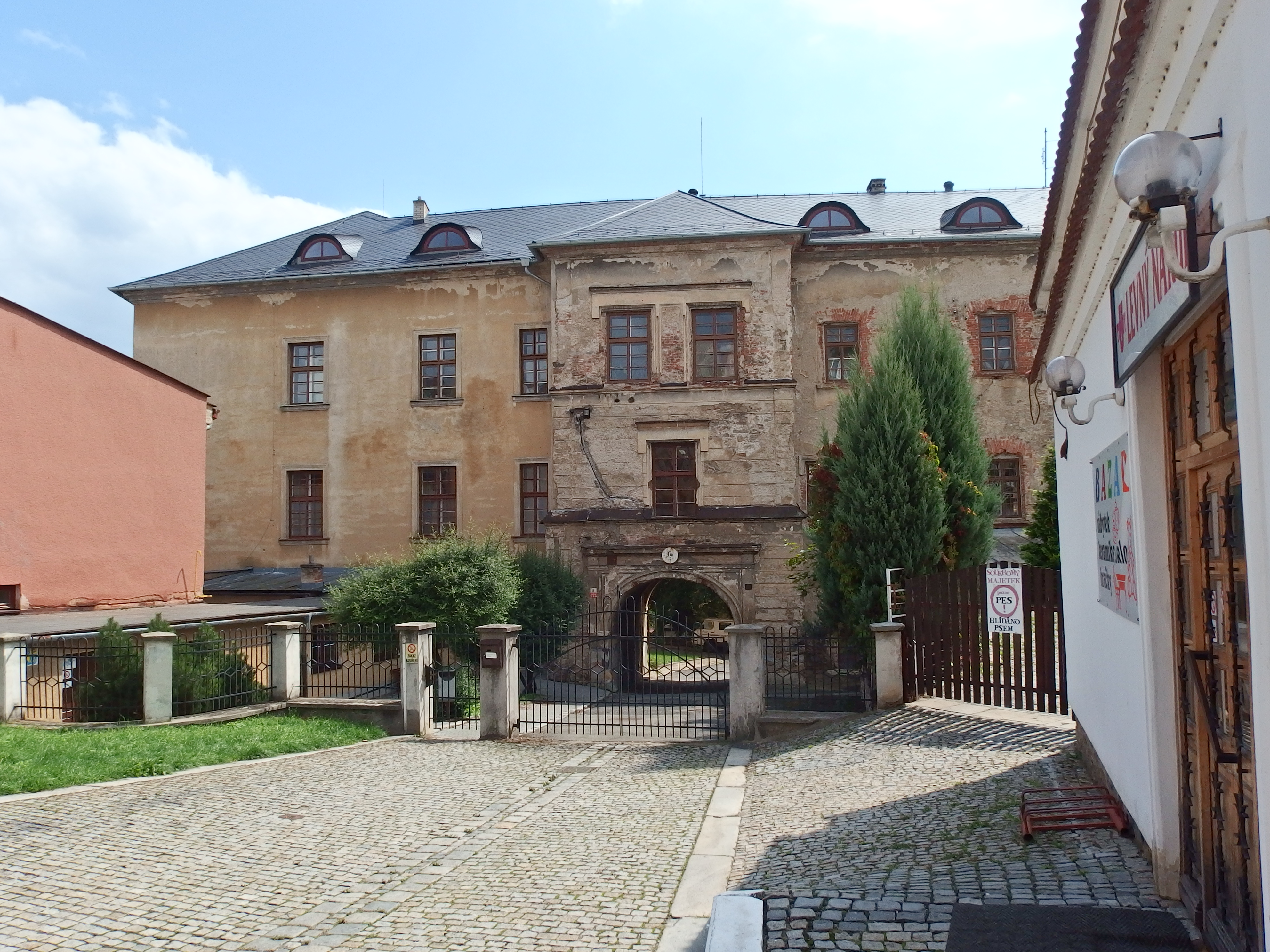
Schloss Mährisch-Schönberg (Šumperk)

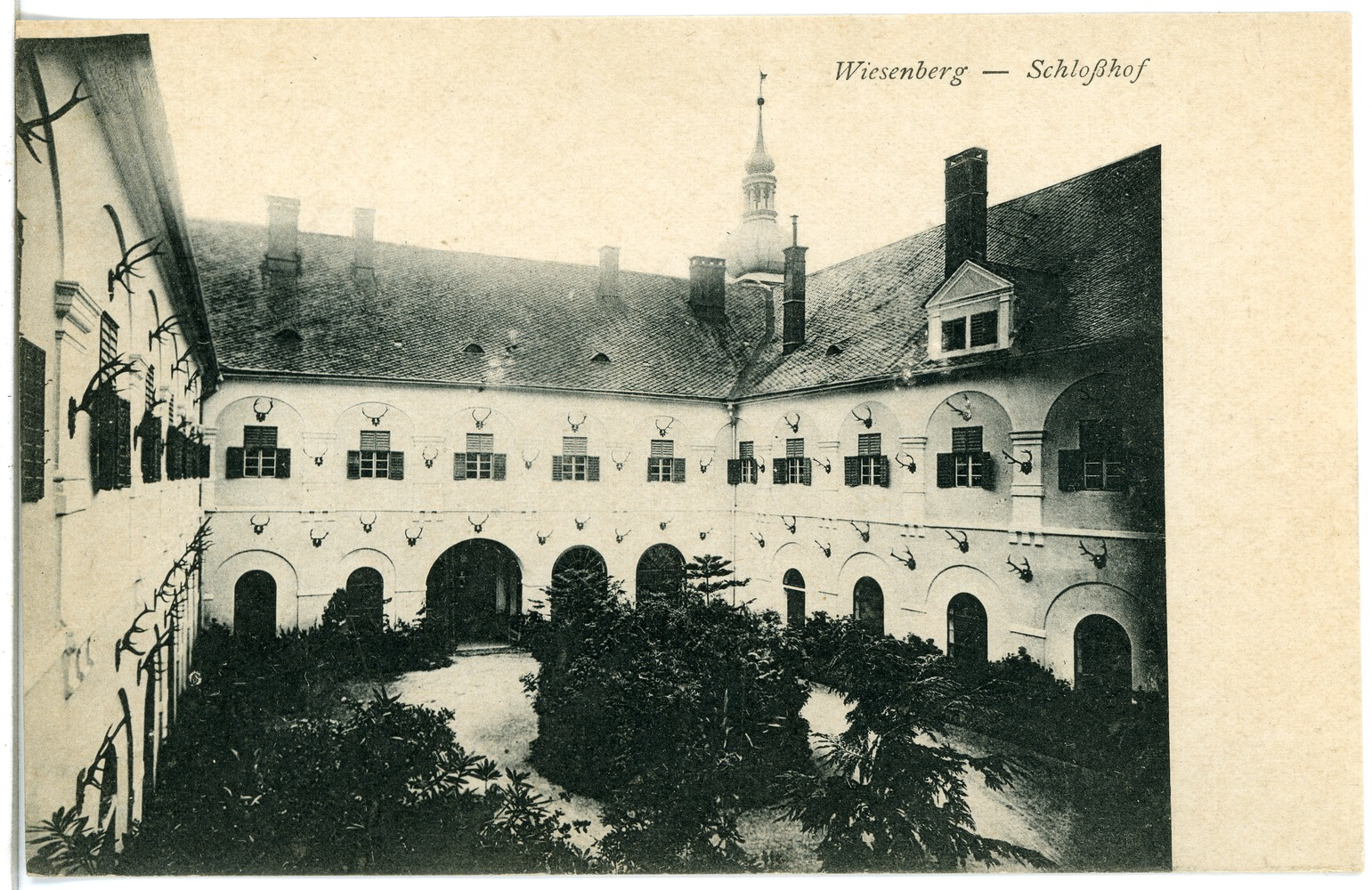
Innenhof von Schloss Wiesenberg (Loučná nad Desnou)

Petr von Zierotin wählte im 14. Jahrhundert Mährisch-Schönberg zum neuen Sitz der Familie. Die Stadt hielt er bis zu ihrer Ernennung als Königsstadt 1562. Nachdem sich Mährisch Schönberg freigekauft hatte, verlegte Johann von Zierotin den Sitz der Familie auf die Feste Bad Groß-Ullersdorf und ließ sie 1589 in ein Schloss umbauen. Erst 1812 wurde das Schloss von Ludwig Anton von Zierotin an die Liechtensteiner verkauft. 1500 kam zu den Ländereien der Familie Zwole hinzu, welches sie bis 1561 behielten. Schmole wurde ihnen vom Olmützer Bischof abgekauft und mit Mürau vereinigt.
- Peter (1458 bis 1528) erbte 1504 Schönberg, daneben gehörte ihm die Burg Rabenstein, diese ließen sie jedoch verfallen. Sie wurde ab 1535 nicht mehr bewohnt. Weiterhin Schmole, Hangenstein und Römerstadt mit allen Gold-, Silber- und Bleigruben, für die er am 24. Juni 1528 eine Bergbauordnung erließ. 1527 kaufte Peter von Zierotin den Hof Třemešek, die Dörfer Rabersdorf, Schönbrunn, später auch Horní Olešna und erneuerte dadurch das Dominium von Třemeš, welches er jedoch bald an die Familie Bukůvka verkaufte. Er war gleichzeitig Mitbegründer der Herrschaft Wiesenberg. Peter war seit 1488 mit Markete von Pernstein verheiratet. Nach seinem Tod erbten seine Söhne Wilhelm, Sigmund († 1537), Přemek und Friedrich alle Güter. Alle, bis auf Sigmund hatten männliche Nachkommen.
  - Wilhelm (der Ältere), war Landrichter. Ihm gehörte neben Altjitschin, Kladrau, Špičky, Kunzendorf, von Johann von Pernstein erhielt er als Pfand Rosenau, Wallachisch Meseritsch und weitere kleine Höfe. Mit seiner Frau Jitka von Sternberg hatte er zwei Söhne Johann Karl und Bernhard. Johann starb ohne Erben.
    - Karl († 1600), seit 1592 Landrichter, übernahm den größten Teil des Erbes und erwarb Koldštýn und Holeschau hinzu. Mit seiner ersten Frau Markéta Berkovna hatte er keine Kinder, mit seiner zweiten Frau Johanna Cernčická z Kácova die Erben Viktorin, Vratislav († 29. Januar 1598 in Padua während seiner Studienreise) und Wilhelm Friedrich.
      - Viktorin († 1611), Landrichter begleitete Erzherzog Maximilian auf seiner Reise nach Polen. Sein Erbe erhielt seine Tochter Alena.
      - Wilhelm Friedrich († 1622) erhielt neben seinem Erbe auch den Anteil seiner Schwester und kaufte Morschitz hinzu. Wegen seiner Teilnahme am Ständeaufstand wurden vier Fünftel seines Vermögens konfisziert. Das restliche Erbe erhielt seine katholische Tochter und seine Witwe Anna Hofmanc von Grünpichl. Seine restlichen Höfe und Ländereien gingen an das Bistum.

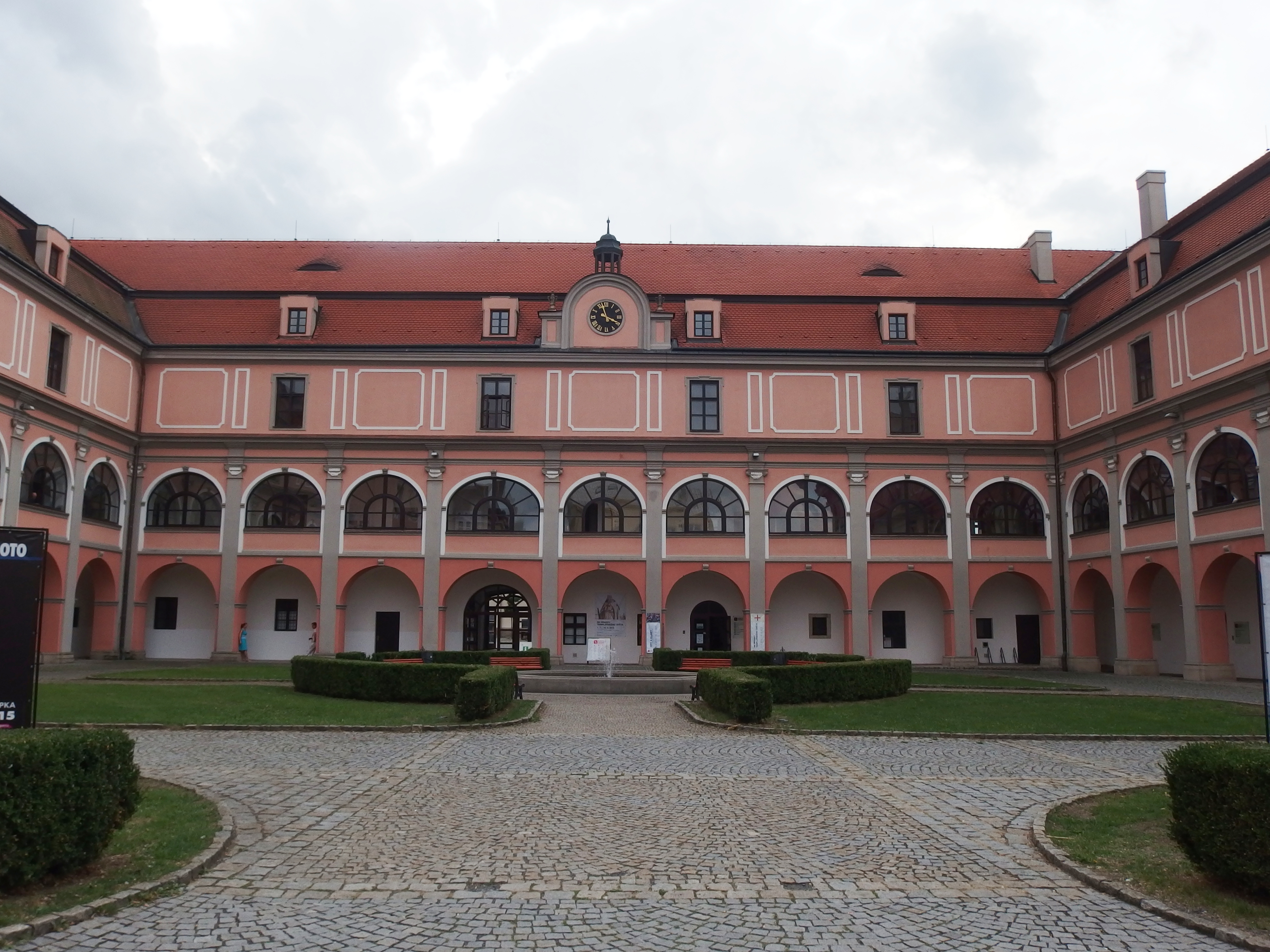
Schloss Wallachisch Meseritsch

  - Schloss Wallachisch MeseritschBernhard (der Jüngere) hielt einen Teil von Rosenau später auch Wallachisch Meseritsch, in dem er 1581 eine Kirche erbauen ließ. Seine ersten zwei Ehen mit Johankou Kropáčkou z Nevědomí und Alena von Würben bleiben kinderlos, aus der dritten Ehe mit Esther von Kunowitz stammten drei Töchter und die Söhne Johann († 1608), er hinterließ Bernhard und Balthasar und Jetřich (der Ältere).
    - Jetřich (der Ältere) († 1628) kehrte 1608 von seiner Reise durch Frankreich zurück um das Erbe des Vaters und Vormundschaft für die Kinder seines Bruders anzutreten. 1617 wechselte er zum Katholizismus. Ein Jahr später wurde er zum Rittmeister unter Ladislaus Velen von Zierotin ernannt, später zum Landrichter. 1589 erbte der Vertreter des Widerstandes gegen die Habsburger, die Herrschaften Hohenstadt und Eisenberg ad March. Nach der Schlacht am Weißen Berg wurden die Ländereien konfisziert und an Karl von Liechtenstein übergeben. 1621 flüchtete er und wurde 1623 Stallmeister beim Gábor Bethlen. 1626 verzieh man seine Teilnahme auf Aufstand, das Vermögen blieb jedoch konfisziert. Er hinterließ eine Tochter.
      - Bernhard († 1659), Sohn des Johann († 1608), kaiserlicher Ratgeber und Höchster Richter der Markgrafschaft Mähren, trat während der Reformation zum katholischen Glauben über und gewann damit die Gunst des Kaisers und des Kardinals. Neben seinem Erbe an Wallachisch Meseritsch; erhielt er die zweite Hälfte aus dem konfiszierten Vermögen und bekam von der Familie die Herrschaft Prerau übertragen. 1631 heiratete er Kuna von Pruskov (Kunigunde Pruskowsky von Proskau). Er hinterließ drei Söhne Karl Heinrich, Franz Ludwig (starb ohne Nachkommen) und Bernhard Ferdinand.
        - Karl Heinrich († 1689), kaiserlicher Rat, Landrichter und Hauptmann in Prerau, kaufte Eibenschütz hinzu, verlor jedoch nach seinem Tod Prerau. Mit seiner Frau Sylvia Polyxenia von Waldstein hatte er eine Tochter Susanna Karolina († 1733), die Ferdinand Rudolf Graf von Waldstein und spätere den Freiherrn von Pötting heiratete.

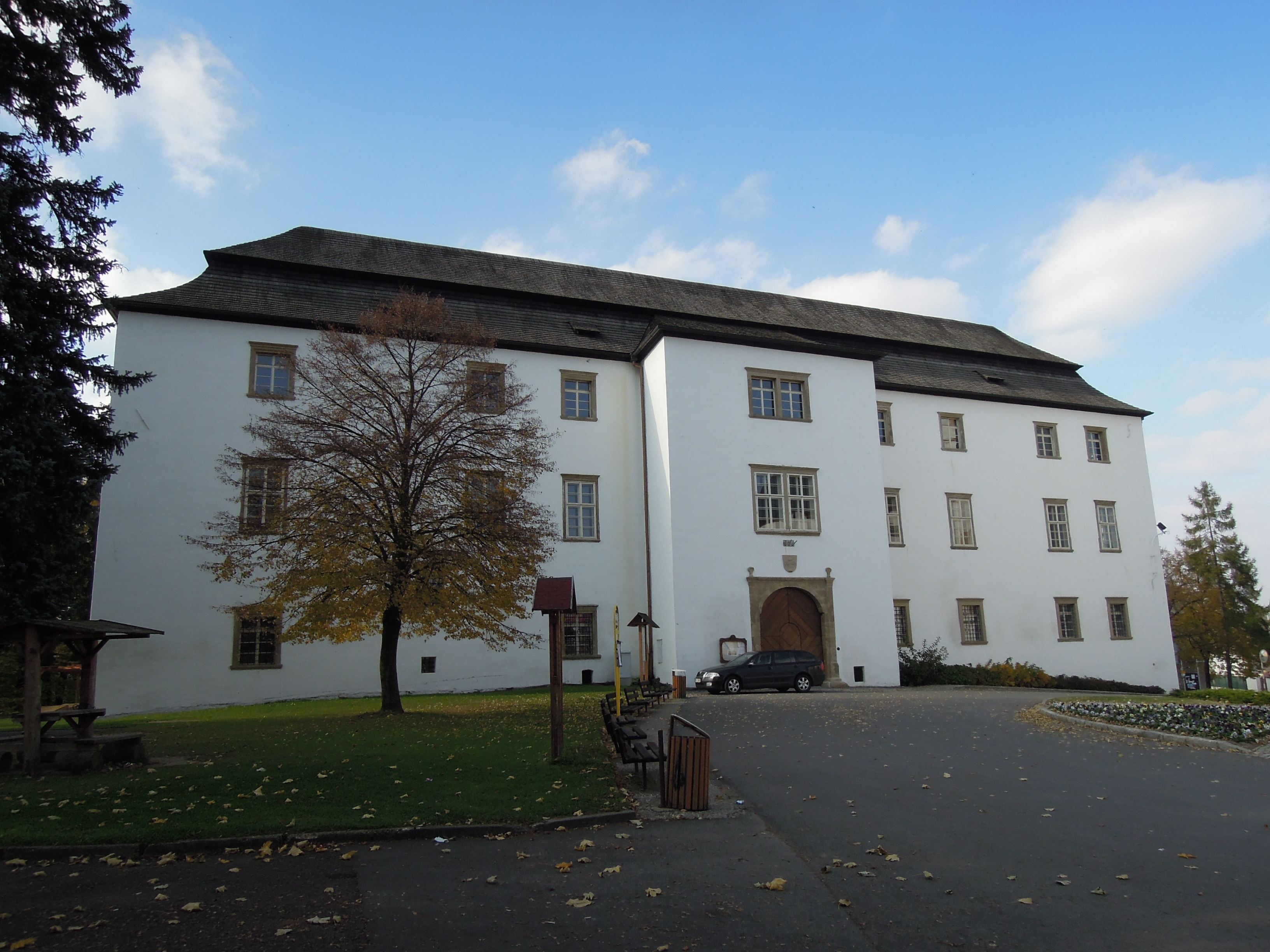
Schloss Hustopeč

      - Schloss HustopečBernhard († 1694), der jüngste Sohn Balthasars, war mit Franziska Eleonora Podstatská verheiratet, von der er Hustopeč erbte. Als gläubiger Mensch und Anhänger der Kirche förderte er den Bau mehrerer Kapellen, legte Höfe und Dörfer an und kaufte Cazov hinzu. Seine Kinder starben jung. Einen Teil des Erbes konnte als einzige Überlebende Elisabeth Sidonie übernehmen, die einen gewissen Reder heiratete. Der Rest ging an ihren Onkel Max. Anton, Herr auf Viesenberg, der seinem Onkel Žibřid Erdman aus der Linie der Falkenberger einsetzte.

  - Přemek († vor 1555), hielt Schönberg und Blauda und schenkte ein Teil seiner Frau Katharina von Ossegg. Seine Söhne waren Peter der Jüngere, Johann der Jüngere, Boresch (starb jung) Sigmund und Friedrich (auch Jetřich). Sie verkauften einige der Güter, darunter Zvol, überschrieben Blauda 1568 dem Olmützer Bischof Wilhelm Prusinovský von Víckov, entließen 1562 die Bürger von Schönberg aus der Knechtschaft.
    - Johann († nach 1592), Landrichter, veräußerte die Schönberger Burg und das Städtchen Frankstadt und siedelte nach Losín um. Johann war insgesamt viermal verheiratet, darunter mit Bohunka Berkovna, Marianne von potstein, Anna Žabkovna von Laubendorf und Andělina Ryšanka von Mödritz. Aus der zweiten Ehe stammen die Söhne Friedrich, Wilhelm, Bernhard und Zdeniek (die drei letzteren starben jung) und aus der vierten Ehe Johann Jetřich und Přemek. Friedrich heiratete Johanka Bruntálska von Neuwürben, der er 1612 Blauda schenkte, dass er dann 1618 aber verkaufte.
      - Johann Jetřich, war während des Standeaufstands Landesrichter und verlor nach der Schlacht am Weißen Berg drei Viertel seines Vermögens. Einige Ländereien wurden Erzherzog Karl geschenkt. Der restliche Teil seines Vermögens ging nach seiner kinderlosen Ehe an seinen Bruder Přemek.
      - Přemek († 24. Januar 1652) siehe Hauptlinie Grafen von Zierotin

### Linie Strahlenberg und Neu Titschein
- Friedrich († 1543), der jüngste Sohn von Peter (1458 bis 1528) gehörte seinen jungen Jahren zu den Armeeangehörigen dem Kaiser Karl V. In seiner Funktion verbrachte er viele Jahre in Frankreich und wurde später zum Landesrichter ernannt. Er gehörte zu den leidenschaftlichen Bekennern der Brüder-Unität. Seine Frau Lubisch von Lomnitz brachte Náměsti in die Ehe ein.
  - Johann (der Ältere) († 28. Februar 1583) war zum Tode seines Vaters noch nicht volljährig. Sein Erbe verwaltete seine Mutter, die inzwischen Bohusch Kostka von Postupitz heiratete, von dessen Erbe sie Brandeis an der Adler kaufte und nach ihrem Tod 1559 das gesamte Vermögen an Johann vermachte, mit der Auflage für seine Schwestern Marianne und Elisabeth zu sorgen. Von seinem Treuhänder und Onkel Přemek von Vickov erhielt er 1550 Altbiela. Einige Ländereien wie Hruschowan verkaufte er wieder und erwarb Naketendörflas, Sedlištky und Moratitz. Gemeinsam mit Adam Bukovsky z Hustiřan erwarb er Burg Pochmühle. Seit 19. März 1582 bekannte sich einer der mächtigsten Herren in Mähren zur böhmischen Krone. Er nahm am öffentlichen und politischen Leben teil, war in Kommissionen vertreten, wurde als Höchster Kämmerer zum mährischen Statthalter und Richter der Markgrafschaft Mähren sowie Hauptmann von Brünn. Wie sein Vater vertrat er die Lehre der Brüder-Unität. Eines seiner großen Verdienste war die Verlegung der Bibliothek der Unität von Eibenschütz auf seine Festung in Kralitz und weiteren Ausbau der Druckerei. In seinem Herrschaftsgebiet unterstützte er finanziell seine Städte und gründete Schulen. Johann war bis 1574 mit Marianne Schwarzenberg von Boskowitz verheiratet und seit 1578 mit Mandalena Slawata von Chlum, die später Bedřich Židlochovský ehelichte. Aus den Ehen stammten die Söhne Karl der Ältere von Zerotein und Johann Diwisch sowie Tochter Bohunka († 1590)
    - Karl der Ältere von Zerotein
    - Johann Diwisch († 11. Mai 1616 in Seelowitz), studierte zunächst in Basel und war später Kämmerer der Erzherzöge Matthias und Maximilian. Zeitlang war er auch Hauptmann des Bezirks Brünn. 1597 teilte er mit seinem Bruder das Erbe des Vaters auf. Johann erhielt Namiescht und Brandeis. Von Friedrich erbte er 1598 Seelowitz und Pausram. Er starb ohne Nachkommen und vermachte sein Vermögen seiner Frau Anna, die kurz nach ihm starb. Die Ländereien fielen an seinen Onkel Kaspar und Karl.

### Linie Falkenberg

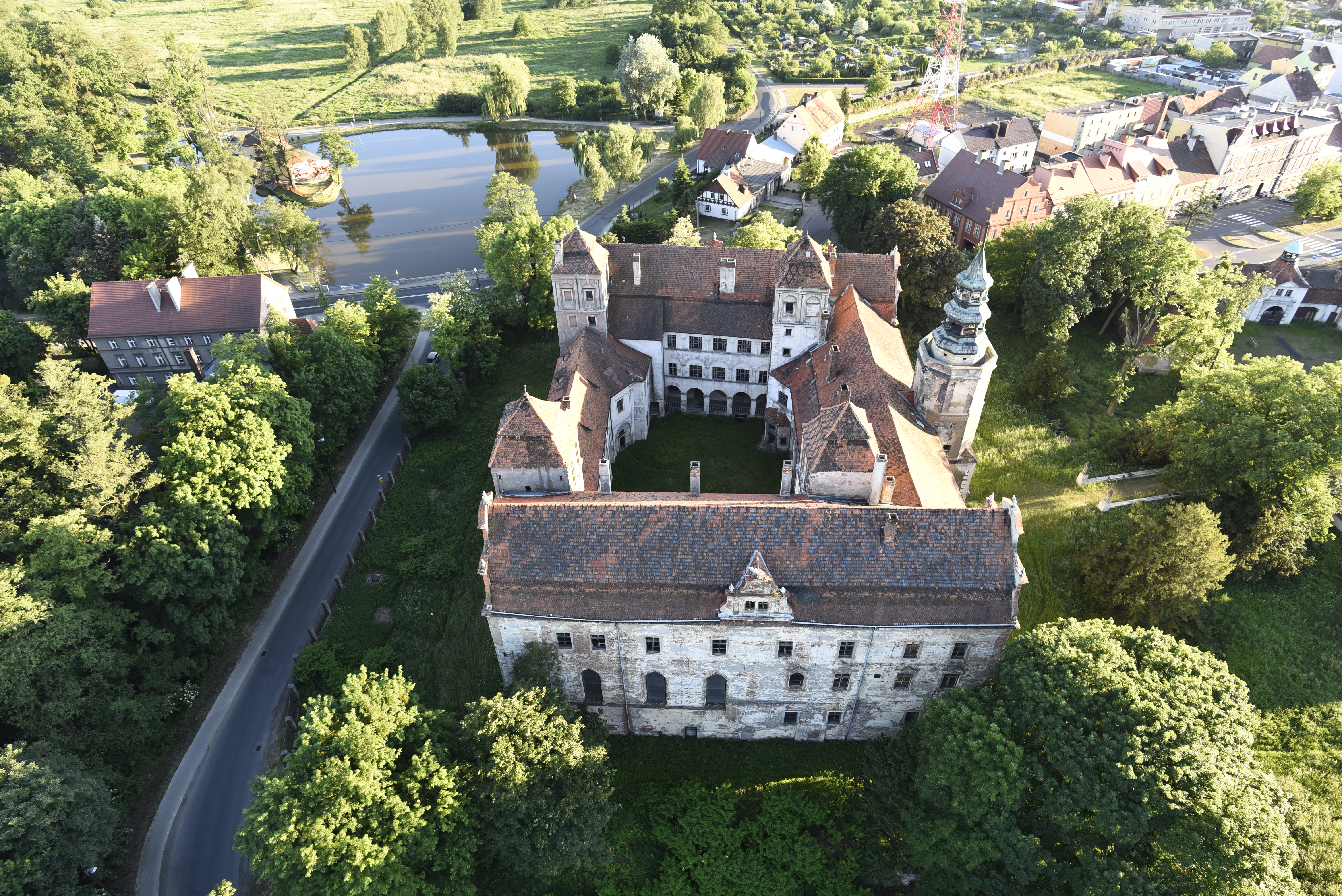
Schloss Falkenberg

Urahne war Bernhard, der ältere Sohn von Johann Wilhelm, 1614 zum Rektor in Prag. Nach seiner Vermählung mit Anna Dalníkova erhielt er die Herrschaft Falkenberg im Herzogtum Oppeln.
- Karl Heinrich, Höchster Offizier der Kürassierer, errichtete einige Industriebetriebe. Da er keine Erben hatte, vermachte er sein Vermögen seinem Bruder Franz Ludwig.
- Franz Ludwig († 1731), kaiserlicher Rat und Hauptmann im Fürstentum Oppeln hielt Falkenberg und Tilowitz. 1722 gründete er das Kloster Cazov. Sein Vermögen teilten sich seine Söhne. Josef starb bald kinderlos nach seinem Vater.
  - Michael († 1779) erhielt schlesische Güter. Dieser beendete den Bau des Schlosses in Meseritsch. Mit ihm starb diese Linie auch aus.
  - Franz († 1756) erbte Rosenau, Schönbach und Meseritsch. Ebenfalls ohne Erben, vermachte er sein Vermögen Bruder Michael.

### Linie Straßnitz und Kolín

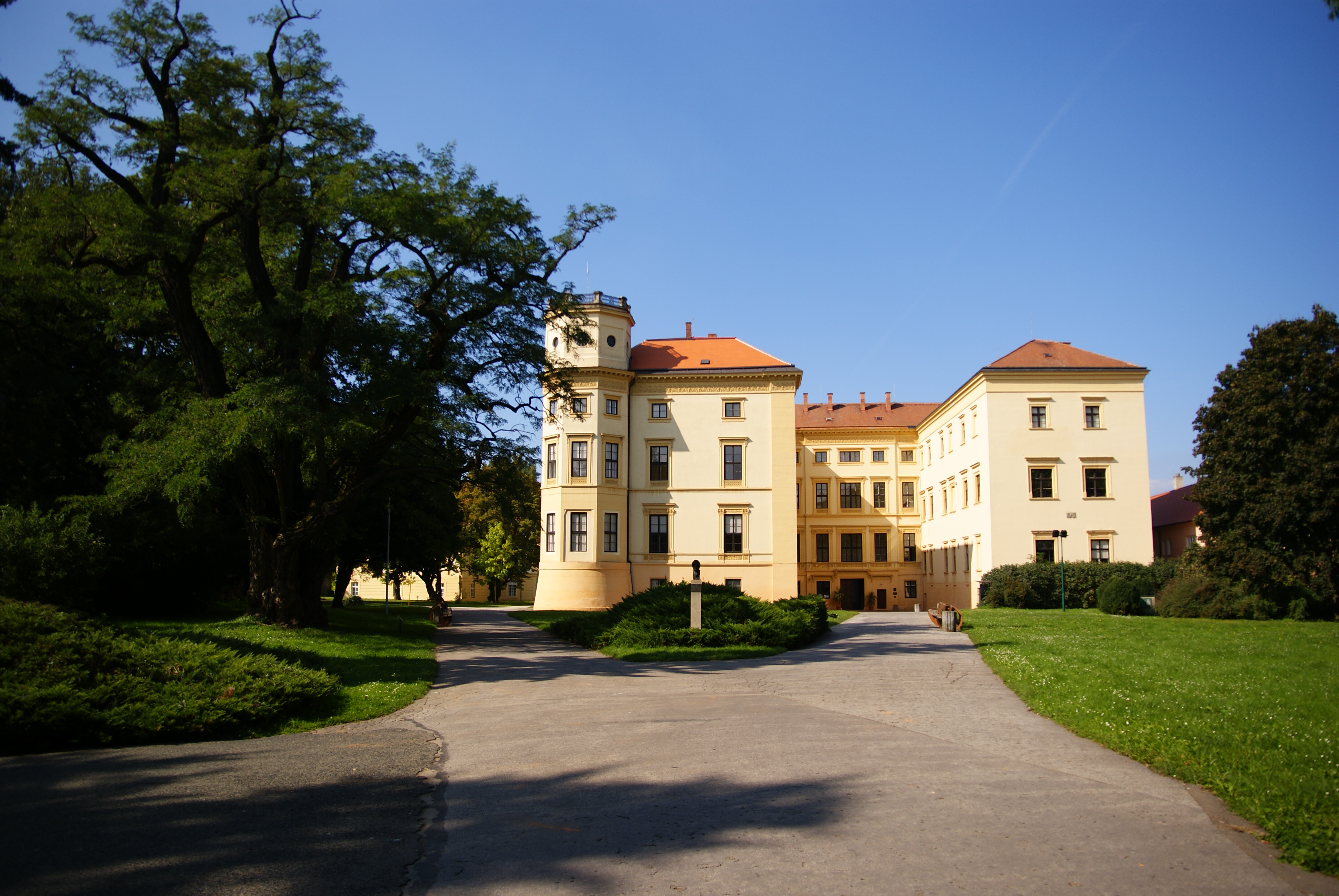
Schloss Straßnitz, Südmähren

- Johann der Jüngere († um 1530), Sohn des Bernhard († vor 1480), Landesrichter, hielt Straßnitz und war an den Heerzügen 1504 nach Bayern und 1522 nach Prag beteiligt. Mit seiner Frau Anna von Ludanitz hatte er Söhne Johann, Bartholomäus und Karl
  - Johann († um 1560), war Höchster Kämmerer der Markgrafschaft Mähren und Herr in Straßnitz. 1547 kaufte er seinem Bruder Bartholomäus Velkov ab und erwarb 1555 Dürnholz. Er hinterließ seine Frau Johanna, Tochter des Johann von Pernstein und den Sohn Bernhard, Kellner des Kaisers, der am 25. März 1568 als 27-Jähriger ohne Nachkommen starb. Das Vermögen fiel an seine Onkel Bartholomäus und Karl.
  - Bartholomäus siehe Linie von Lundenburg
  - Karl († 20. September 1560 in Kolin), Hauptmann des Herzogtum Glogau, kaiserlicher Rat und Kellner, war in seiner Jugend in der Armee tätig, kämpfte für König Ludwig in Ungarn und diente später Kaiser Karl V., den er auf seinen Zügen nach Afrika begleitete und an seiner Seite an der Schlacht bei Mühlberg teilnahm. Auch dem Kaiser Ferdinand war er ergeben. Dieser schenkte ihm das Kloster Daleschitz. Mitte des 16. Jahrhunderts verkaufte er seine sämtlichen Ländereien in Mähren und erhielt oder erwarb in Böhmen Schehuschitz. Für seine militärischen Verdienste in Siebenbürgen erhielt er Dörfer in Kolin und 1555 das Schloss Kolín. Pavel z Korkyně schrieb über ihn: „Einen freieren und ehrlicheren Menschen habe ich noch nie gesehen.“ Er war mit Veronika verheiratet, mit der er Töchter Alena, Johanna, Elisabeth und Barbara hatte. Seine nicht volljährigen Söhne Johann Jetřich, Kaspar Melchior und Johann Lukas erbten Sdechowitz, wozu die Treuhänder noch Neuhof hinzukauften. Johann Lukas starb am 1. Mai 1587 kinderlos, sein Erbe fiel an seine Gläubiger.
    - Johann Jetřich († 8. Oktober 1599 in Seelowitz), war mit Alena von Ronburg und Elisabeth Slawata verheiratet. Sein Sohn Johann Friedrich starb am 22. Januar 1617 ohne Nachkommen. Seine Ländereien fielen an Ladislaus Velen.
    - Kaspar Melchior († um 1628), war in lang andauernde Auseinandersetzungen mit Bürgern von Kolin verwickelt (siehe dazu Vávrovy Dějiny Kolína.) heiratete 1582 Eliška ze Šlejnic, baute das Koliner Schloss um. 1591 kaufte ihm der Kaiser die Stadt ab. Kaspar erwarb von den Gläubigern seines Bruders 1588 Neuhof und kaufte Ovčáry hinzu. 1611 erbte er 8 Dörfer, übernahm 1617 Straßnitz. 1621 gehörte er zu den Beschuldigten des Ständeaufstandes, wurde jedoch freigesprochen und durfte sein Vermögen behalten. Seine zweite Frau Elisabeth kaufte 1631 Malleschau hinzu.
      - Johann Lorenz, von 1604 bis 1612 Höfling des Kaisers, kurze Zeit Herr auf Čestín, gehörten seit 1614 Höfe in Heilig Katharina. Seine erste Frau war Anna von Stampach, die zweite Dorothea Katharina Hassenstein von Lobkowicz brachte Theusing in die Ehe. Während des Ständeaufstandes gehörte er dem Direktorium an. Seine Witwe kam um das gesamte Vermögen und siedelte 1628 nach Dresden um.
      - Johann Jetrich, aus der zweiten Ehe, wurde ebenfalls wegen Teilnahme am Ständeaufstand enteignet. 1628 verließ er, schwer verschuldet, Böhmen; Straßnitz erwarb der kaiserliche Oberst Franz von Magnis.

### Linie von Lundenburg

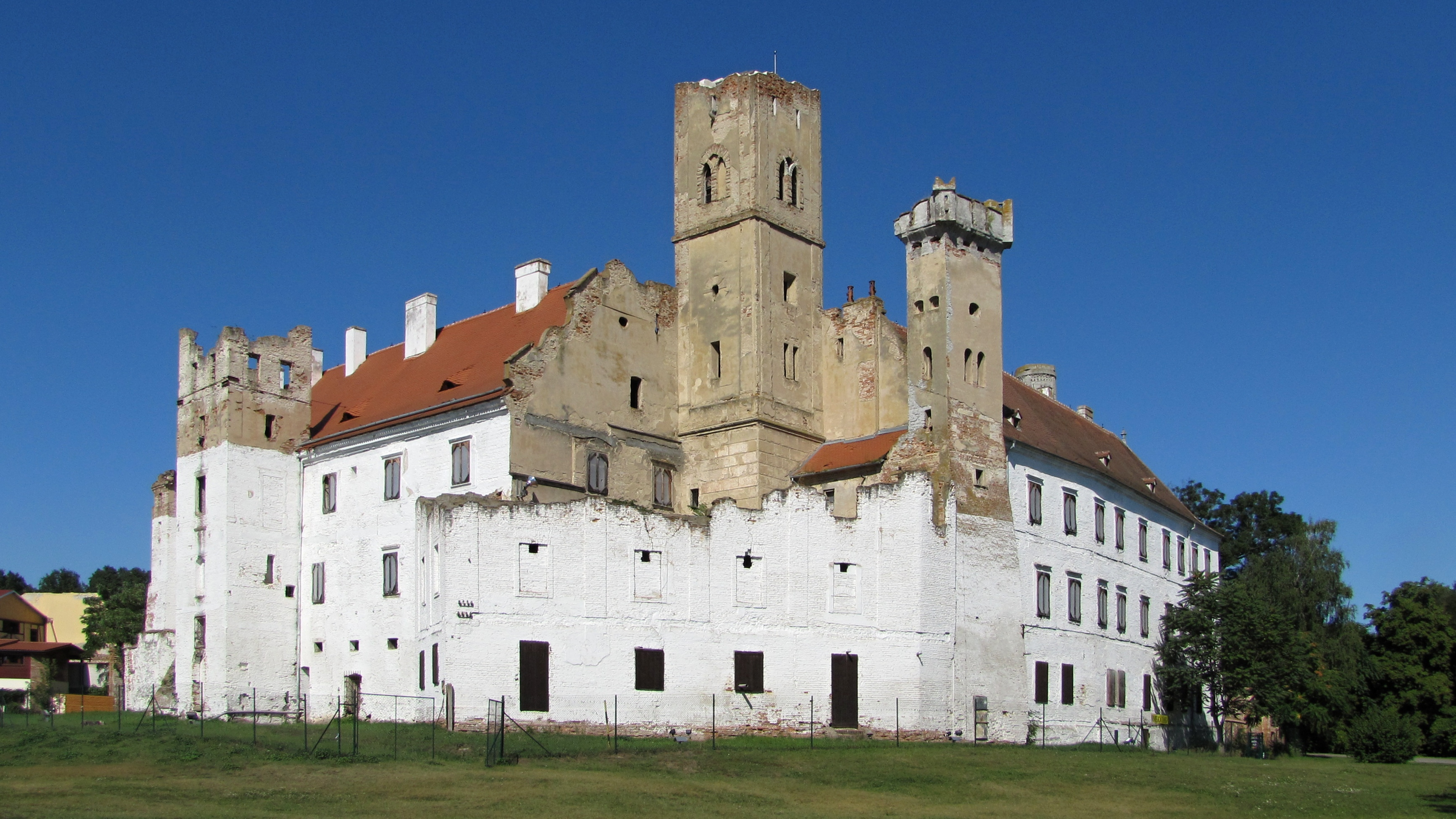
Schloss Lundenburg (Břeclav)

- Bartholomäus († vor 1559), Sohn des Johann des Jüngeren († um 1530) aus der Linie Straßnitz erhielt 1551 Lundenburg überschrieben. Er hinterließ einen nicht volljährigen Sohn Johann.
  - Johann († 1590) wurde von seinem Vormund Johann von Zastrizl großgezogen, der ihm 1559 Podivín kaufte. 1568 übernahm Johann das väterliche Erbe. Seit 1578 übernahm er das Amt des Landesrichters. Er war mit Kunka von Boskowitz verheiratet. Die Geburt seines Sohnes Ladislaus Velen am 6. Juni 1581 wurde in der sogenannten Labyrinthus Schrift verewigt.
    - Ladislav Velen von Zerotein
      - Bartholomäus versuchte noch einiges aus dem väterlichen Vermögen einzuklagen, was ihm jedoch misslang. Er starb kinderlos.

### Hauptlinie Grafen von Zierotin
- Přemek (auch Přemysl) († 24. Januar 1652) Sohn des Johanns der Jüngere (Johann († nach 1592)), ließ ein neues Schloss erbauen, in dessen Nähe später ein Dorf angelegt wurde. Er erbte die Hälfte des väterlichen Vermögens, siedelte auf Wiesenberg und erbte von seinem Bruder Losín. Da er sich am Ständeaufstand beteiligt hatte, wurde ihm das Vermögen zunächst konfisziert, durch Einflussnahme von Verwandten später wieder zugesprochen. Diese Herrschaft, auf deren Gebiet auch Eisen verhüttet wurde, hielten sie bis 1770 und verkauften sie dann an das Kloster Velehrad. Er war mit Anna von Schlick verheiratet, mit der er zwei Söhne hatte: Karl-Heinrich und Přemek. Beide Söhne erhielten am 5. Mai 1652 die Aufforderung innerhalb von drei Monaten dem katholischen Glauben beizutreten, ansonsten wird ihr Erbe konfisziert.
  - Přemek, Landesrichter erbte die Hälfte des Vermögens seines Bruders und hielt daneben Třemešek und Drahanowitz. Mit seiner Frau Elisabeth von Oprštorf hatte er zwei Söhne Anton Franz Maximilian († 1706), Erbe des hälftigen Vermögens, zu dem er Meseritsch hinzukaufte und der ohne Nachkommen starb sowie Johann Joachim (* 1666)

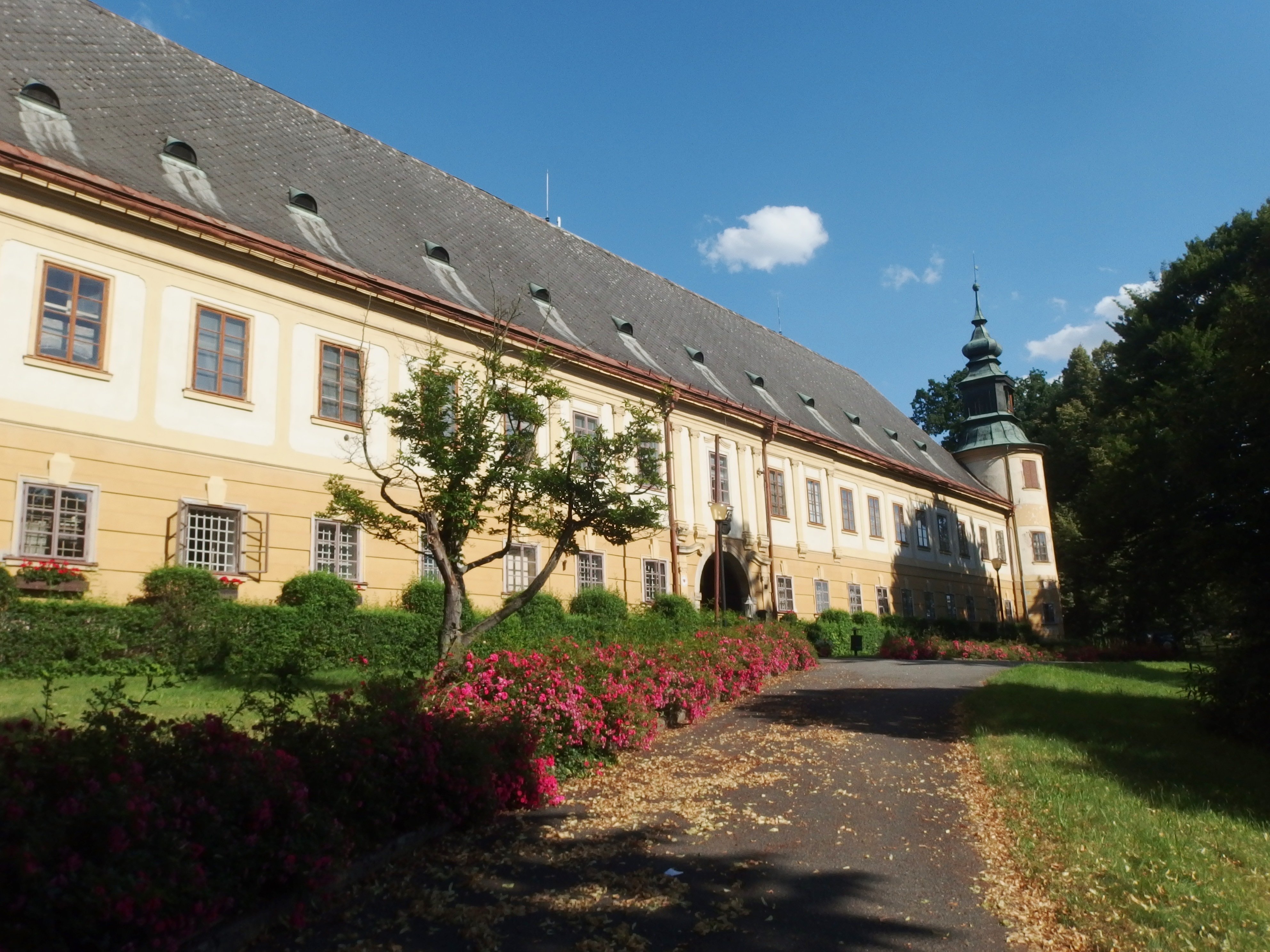
Schloss Blauda, seit 1710 bis heute im Besitz der Familie

    - Schloss Blauda, seit 1710 bis heute im Besitz der FamilieJohann Joachim (* 1666; † 1716), kaiserlicher Rat und Landrichter, erbte 1706 Meseritsch und erwarb 1710 Blauda und Krumpisch. Vom Kaiser Josef I. wurde er aufgrund des Standes und der Verdienste seiner Familie 1706 in den Stand der Reichsgrafen erhoben. Ausschlaggebend war dabei auch die Tatsache, dass er nachweisen konnte, dass seine Familie väterlicherseits von Moskauer Grafen abstammte, seine Mutter Nachkomme der Tochter des Kaisers Roman war. Er war mit Aloise Wilhelmine von Lilgenau verheiratet.
      - Johann Ludwig (* 1699; † 11. Mai 1761), erbte von seiner 1737 verstorbenen Mutter, die letzte ihres Geschlechtes war, Preuß, Kamenitz, Kurt und Donovice in Schlesien. Am 23. Februar 1740 erhielt er die Erlaubnis das Erbe seiner Mutter mit dem seinigen zu vereinen und den Namen Gravon von Zierotin und Freiherr von Lilgenau zu führen. Mit Franziska von Herberstein hinterließ er Söhne Johann Karl (Herr auf Wiesenberg und Preuß), Ludwig Anton (Herr auf Groß Ullersdorf) und Josef Karl (Herr auf Blauda und Krumpisch, Meseritsch hielten sie gemeinsam).
        - Johann Karl (* 1719; † 1776), kaiserlicher Kommerzialrat und Intendant der preußischen Musikkapelle des Königs Friedrich II. Er war mit Josefa Freifrau von Königseck verheiratet, hatte aber keine Nachkommen. Völlig verschuldet musste er seine Ländereien verkaufen.
        - Ludwig Anton (* 1723; † 26. Juni 1808) Kommerzialrat, Hofrat und Landesrichter. Sein Vermögen einschließlich des geerbten Preuß und Meseritsch vermachte er seiner Tochter Josefa und den Töchtern seiner Schwestern. Er blieb ohne männliche Nachkommen und war mit Karolina Podstatská und Marie Theresia von Schrattenbach verheiratet.
        - Josef Karel († 26. September 1818), Landesrichter, Kammerrat, Geheimrat, Tribunalkommerzialrat beim Appellationsgericht erbte später Preuß und Meserischt hinzu. Verheiratet mit Johanna von Schrattenbach. Von seinen zwei Söhnen starb Johann (* 1775; † 20. April 1815), Hauptmann von Mähren noch vor ihm.Franz Joseph von Zierotin, Lithographie von Rudolf Gaupmann, 1839

Franz Joseph von Zierotin, Lithographie von Rudolf Gaupmann, 1839

          - Franz Josef (* 1772; † 30. Mai 1845), Rat des Mährischen Guberniums, seit 1817 Verwalter des Familienvermögens in Blauda, Chromče, Meseritsch, Preuß und Brünn, studierte als Autodidakt, wobei er sich eine große Bibliothek zulegte. Seit 1828 Vorstand der Wirtschaftsvereinigung von Mähren und Schlesien, danach Direktor der Mährischen Assekuranz. Seit 1835 Geheimrat und während der Krönungsfeierlichkeiten 1836 zum Ritter des Hl. Wenzel geschlagen und dem Leopoldsorden ausgezeichnet. Mit seiner Frau Christine Skrben von Spieldorf hatte er zwei Töchter und Sohn Zdeniek Otto Anton.
            - Zdeniek Otto Anton (* 23. November 1812; † 18. November 1887), erbte von seinem Vater den größten Teil der Ländereien. Er war kaiserlicher Rittmeister, Kämmerer und Ritter der Eisernen Krone. Verheiratet war Zdeniek mit Gabriele Almásy. Neben fünf Töchtern hatte er zwei Söhne.
              - Karl Emanuel von Zierotin (* 13. August 1850; † 26. Dezember 1934) Herr auf Blauda, Preuß und Meseritz, 1900–1906 Statthalter in Mähren, kaiserlicher Kämmerer, Ritter der Eisernen Krone und Franz Josef-Orden. Er hatte drei Töchtern.
                - Maria Margarethe (* 4. Mai 1898 Blauda; † 8. April 1984 Kapfenberg) verheiratet mit Karl Graf von Arco
                - Gabrielle (* 19. Mai 1900 Blauda; † 25. Juni 1982 Wien) verheiratet mit Chlodwig v. Stein
                - Helene (* 1. Januar 1903 Blauda; † 29. März 1985 Kosice) verheiratet mit Karl Ritter v. Mornstein und dessen Sohn Karel Mornstein-Zierotin erbte das gesamte Eigentum der Zierotins[1][2].

              - Přemyslav (* 10. Februar 1848; † 27. November 1908), siedelte nach Ungarn um und heiratete dort in die Familie Mezzo-Csáth ein.
                - Přemek Karl August (* 28. Dezember 1885; † 1915)
                  - Ladislav Peter Paul (* 29. Juni 1912; † 1985)

                - Maria Berta Zdienka (* 14. März 1888; † 20. April 1965)

        - Antonie (* 12. November 1726 in Ullersdorf; † 6. September 1805 in Johrnsdorf, Mähren), Erbin von Třemešek durch Bruder Josef Karl, verheiratet mit Emanuel Joseph von Stillfried-Ratenicz (1725–1794)

### Böhmische Linie (aus der Linie Mährisch Schönberg)

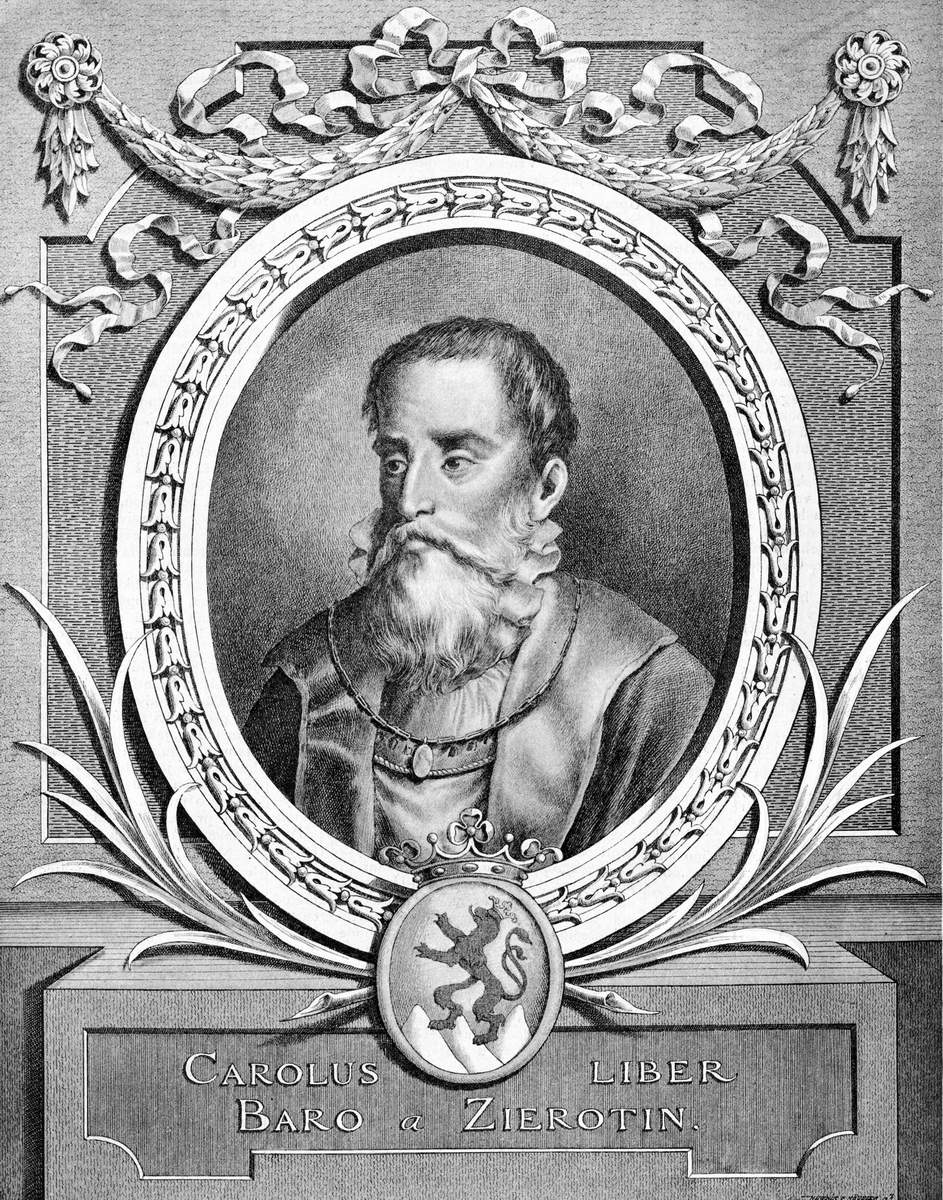
Karl der Ältere von Žerotín (1564–1636), Landeshauptmann von Mähren

- Karl der Ältere von Žerotín (1564–1636), der ältere Sohn von Johann dem Älteren († 1583) und seiner ersten Frau Marta von Boskowicz, Herr auf Namiest, Rossitz und Prerau, Landeshauptmann von Mähren, protestantischer Großgrundbesitzer, Schwager Wallensteins. Haupterbe war Karl von Würben und Freudenthal, der ältere Sohn seiner Tochter Bohunka. Die zweite Tochter Alina heiratete 1614 Georg/Jíří Březnický von Náchod auf Tulleschitz, starb dann bereits 1615. Des Weiteren hatte er einen Sohn Friedrich.
- Ladislav Velen von Zerotein (1579–1638)
- Friedrich von Zierotin († 1598)
- Johann der Jüngere von Žerotín

## Schlösser und Herrschaften
- Schloss Žerotín bei Olmütz (Ende des 12. Jh. bis 1468)
- Burg Buchlov (Buchlau, 1520–1544)
- Schloss Náměšť nad Oslavou südwestlich von Brünn (16. Jh.)
- Rosice u Brna (Rossitz) westlich von Brünn (1552 bis 1628)
- Schloss Velké Losiny in Nordmähren (Groß Ullersdorf, 1580–1589 erbaut von Johann von Žerotín)
- Přerov in Mittelmähren
- Schloss Bludov in Bludov, Nordmähren
- Schloss Loučná nad Desnou in Loučná nad Desnou (Wiesenberg/Vízmberk) in Nordmähren (zur Herrschaft Groß Ullersdorf gehörig, 1608 erbaut)
- Schloss Moravská Třebová in Nordmähren (1589–1622)
- Straßnitz, Südmähren (15. Jahrhundert bis 1628)

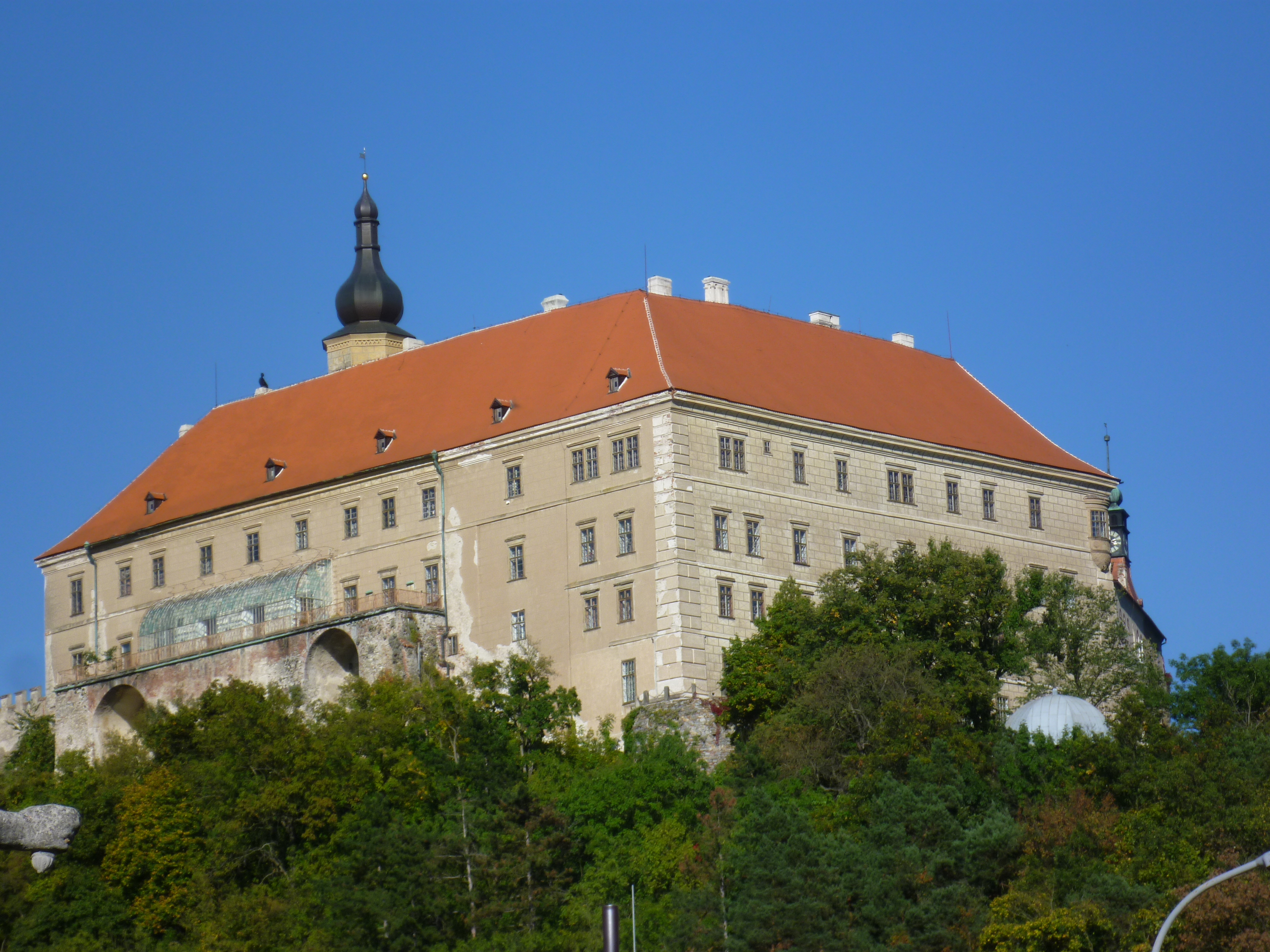
Schloss Náměšť nad Oslavou (Namiest)
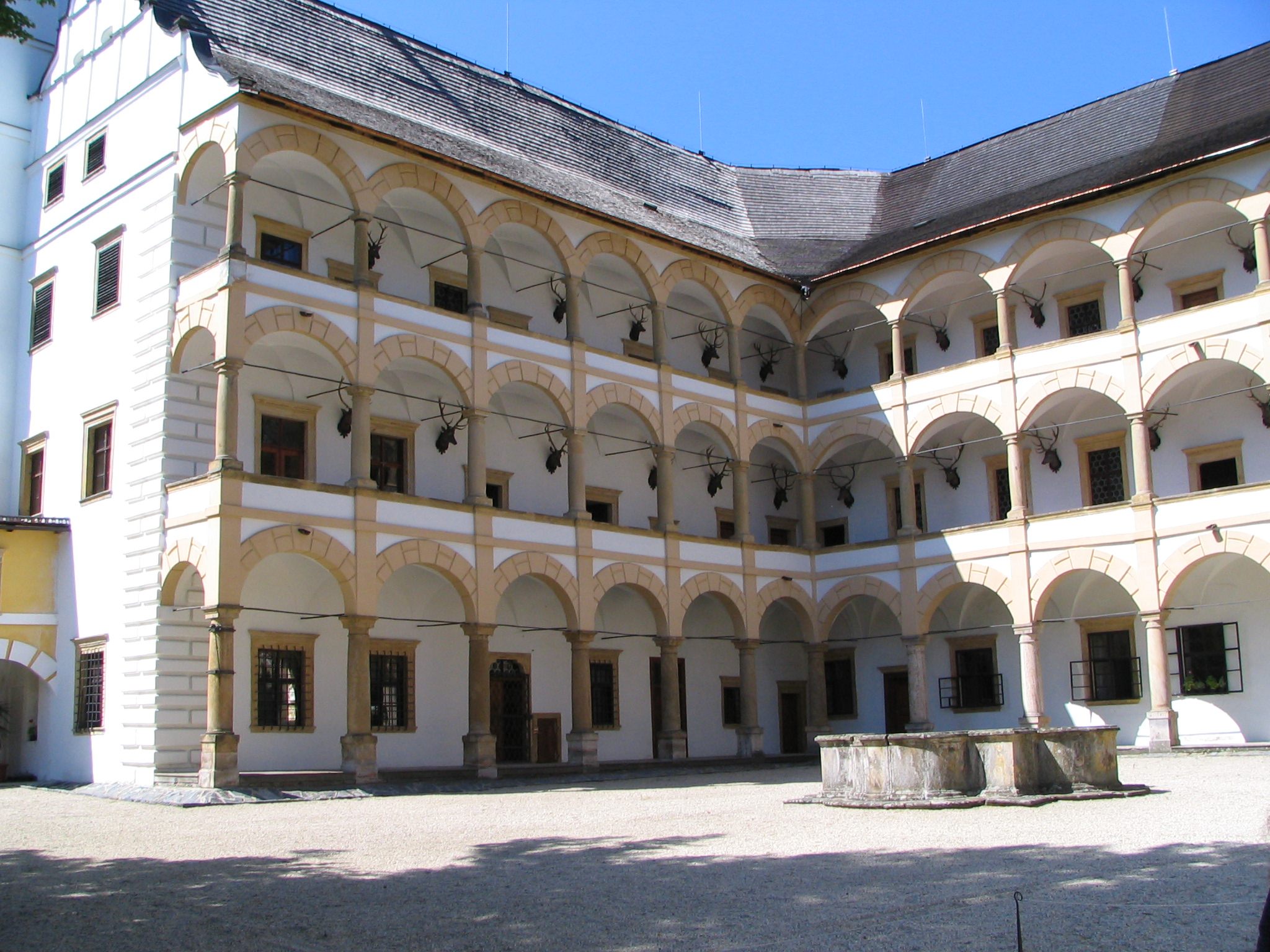
Schloss Velké Losiny (Groß Ullersdorf)
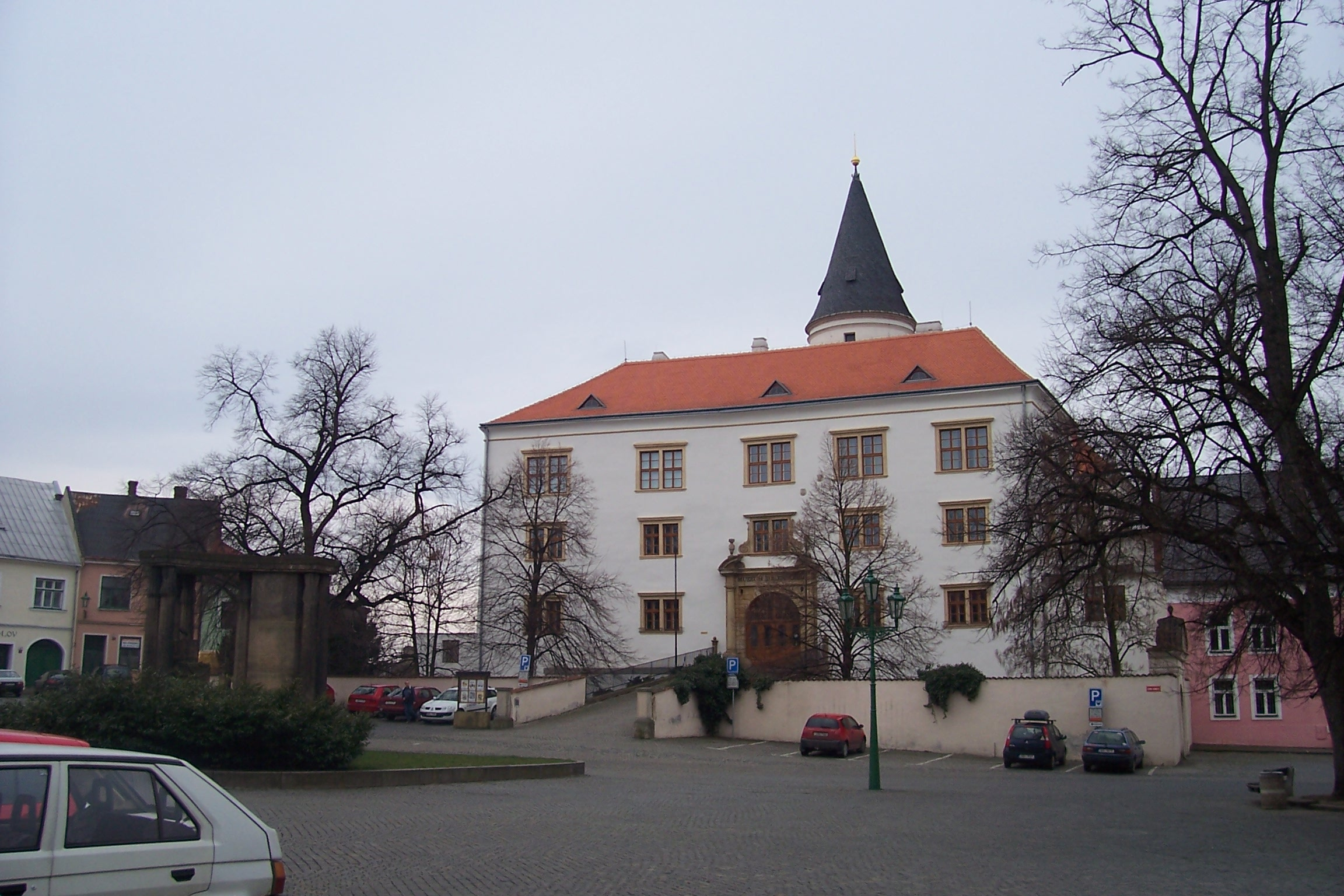
Schloss Přerov (Prerau)
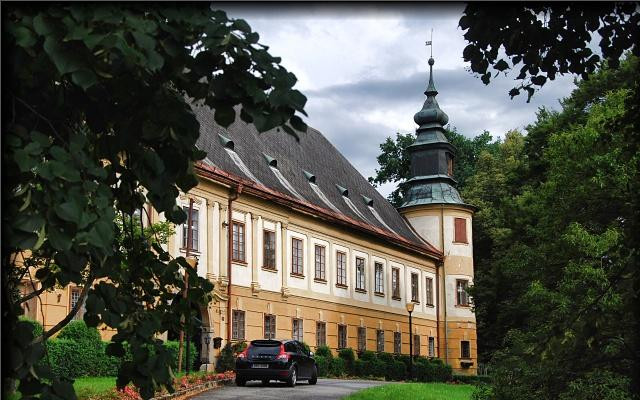
Schloss Bludov (Blauda)
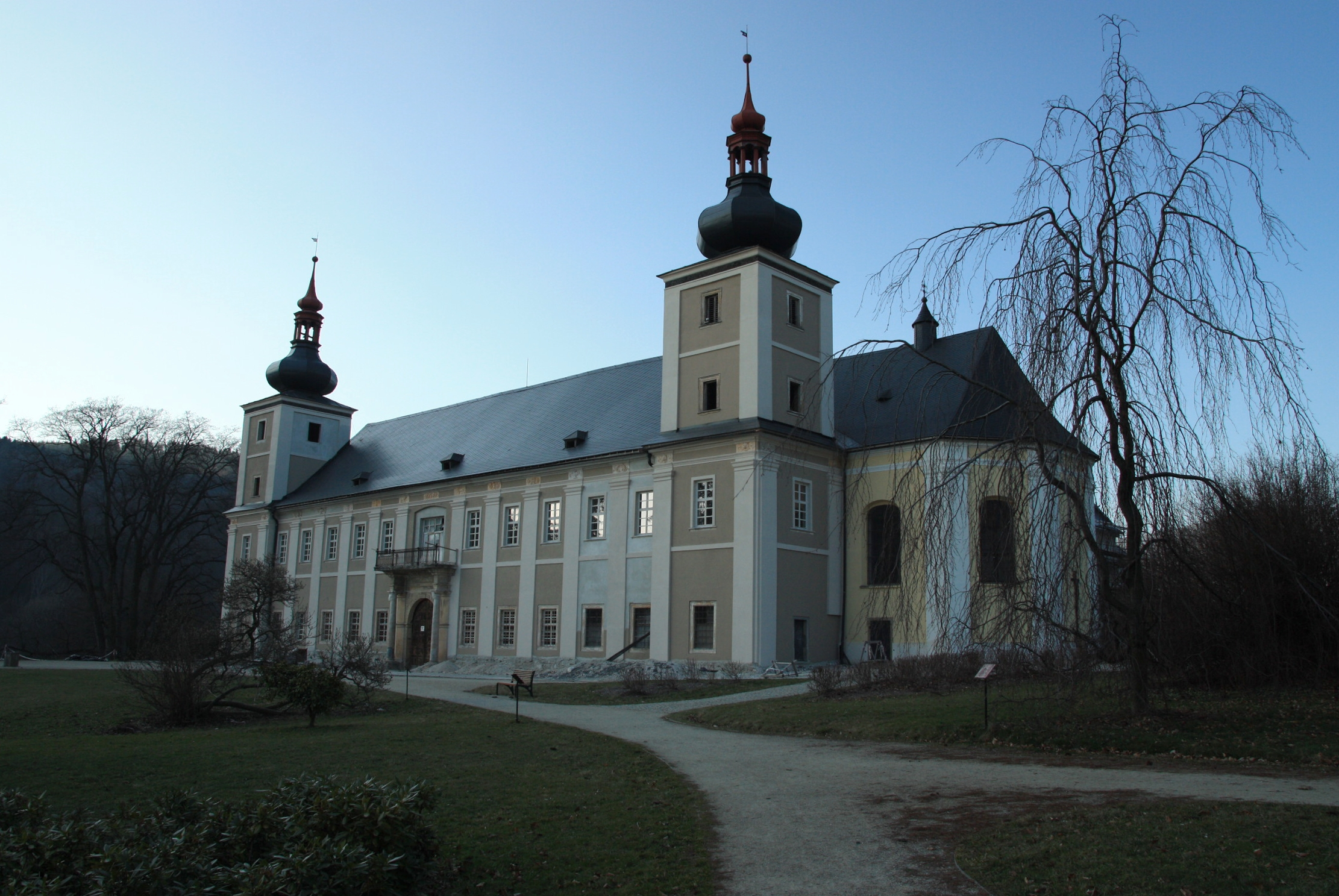
Schloss Loučná nad Desnou (Wiesenberg)

## Wappen

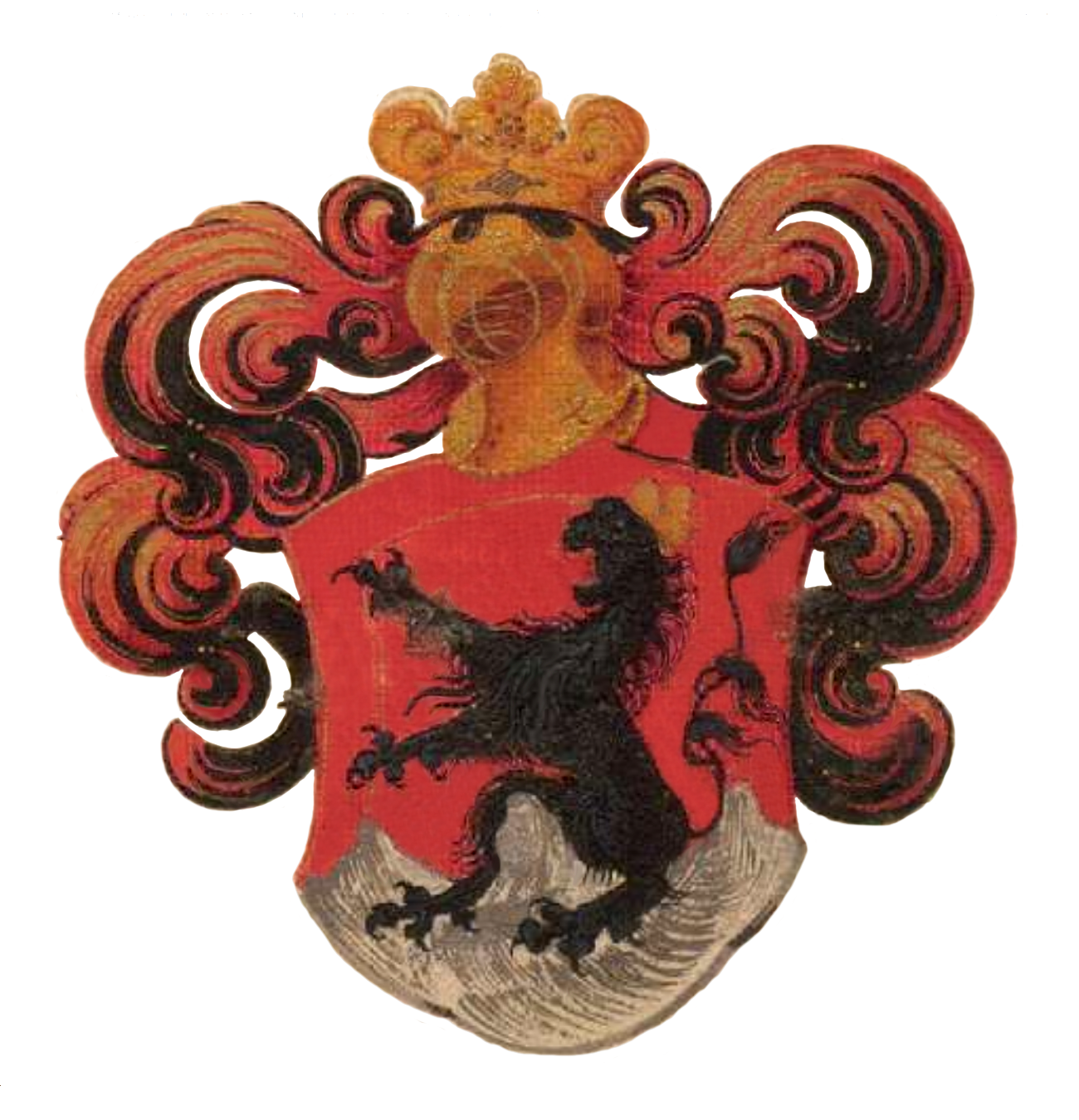
Stammwappen derer von Zierotin (ohne Helmzier)

Das Stammwappen der Zierotin zeigt im roten Schild einen rechtsgewendeten goldgekrönten schwarzen Löwen auf einem silbernen Dreiberg. Auf dem gekrönten Helm mit rot-schwarzen Helmdecken ein wachsender gekrönter Löwe.

### Wappen von 1740
Das gemehrte Wappen von 1740 ist gespalten, rechts in Gold auf silbernem Dreiberg ein gekrönter schwarzer Löwe, links geviert und belegt mit goldenem Herzschild, darin ein gekrönter schwarzer Adler; eins und vier in Rot je ein einwärts gekehrter gekrönter Löwe ein goldenes Lilienzepter in den Pranken haltend, zwei und drei in Blau ein von zwei silbernen Lilien begleiteter silberner Schrägrechtsbalken.
Drei Helme: auf dem rechten mit schwarz-goldenen Decken der Adler, auf dem mittleren der gekrönte Löwe wachsend, auf dem linken mit rot goldenen Decken eine silberne Lilie vor zwei geschränkten (rechts goldenen, links silbernen) Fahnen zwischen zwei schwarzen Büffelhörnern. Hermelingefütterter roter Wappenmantel.

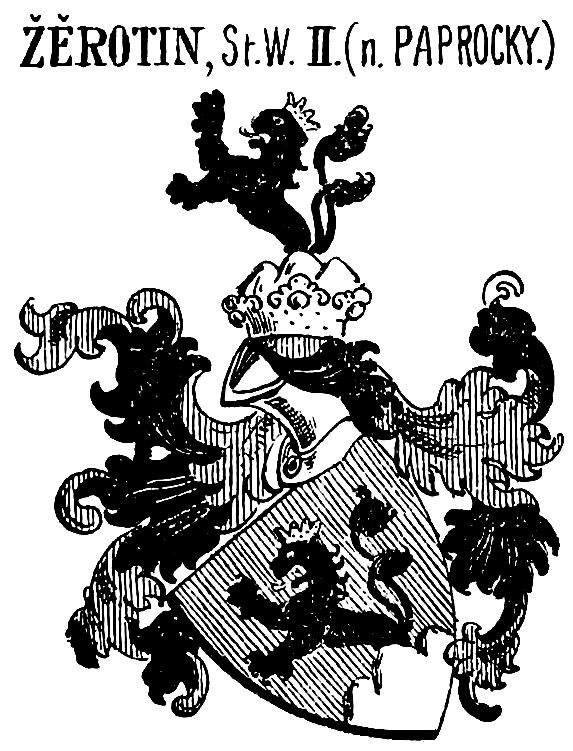
Stammwappen derer von Zierotin (korrekt gespiegelt)
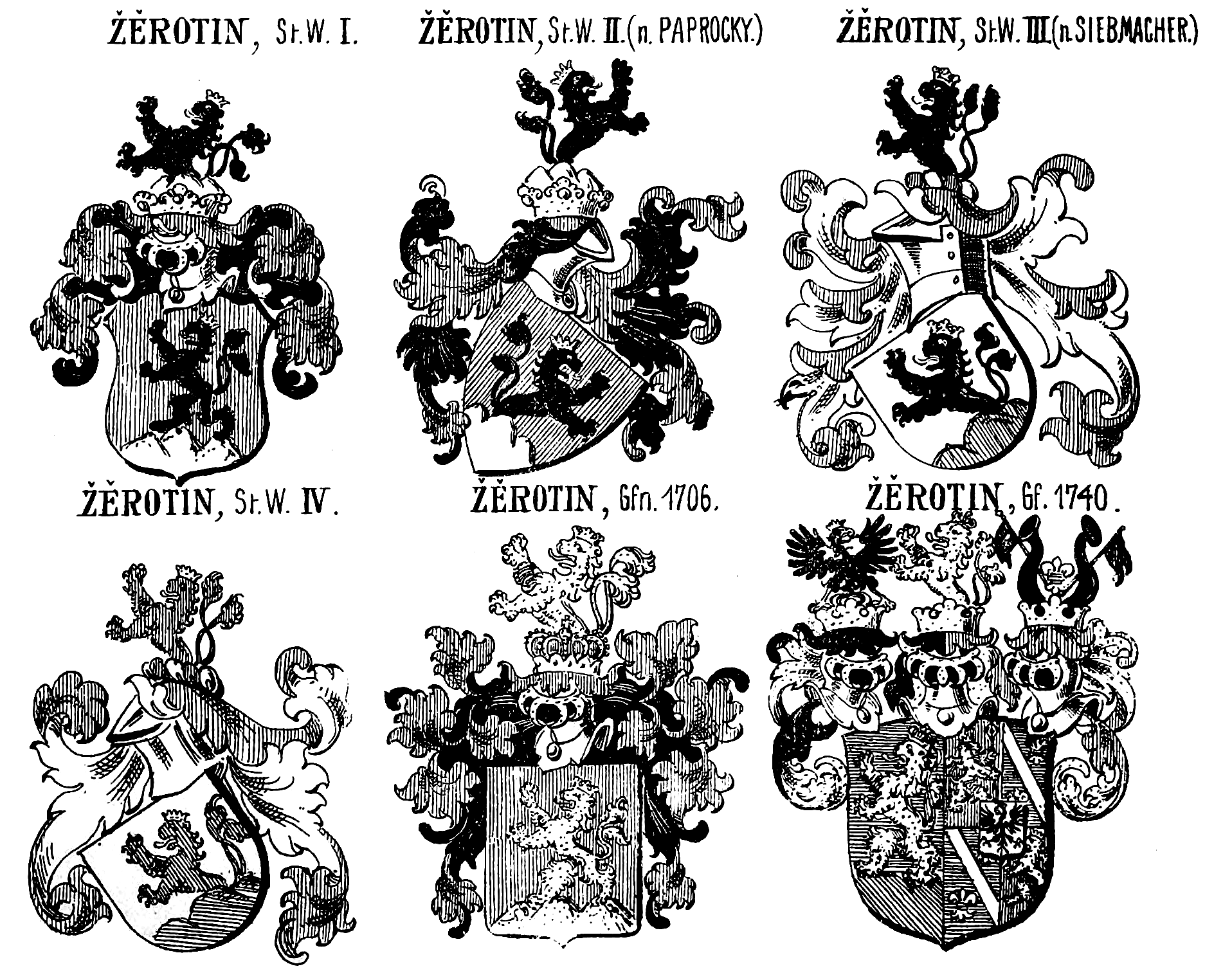
Sechs Wappenvarianten derer von Zierotin (Zerotin) in Siebmachers Wappenbuch „Mährischer Adel“ von 1899
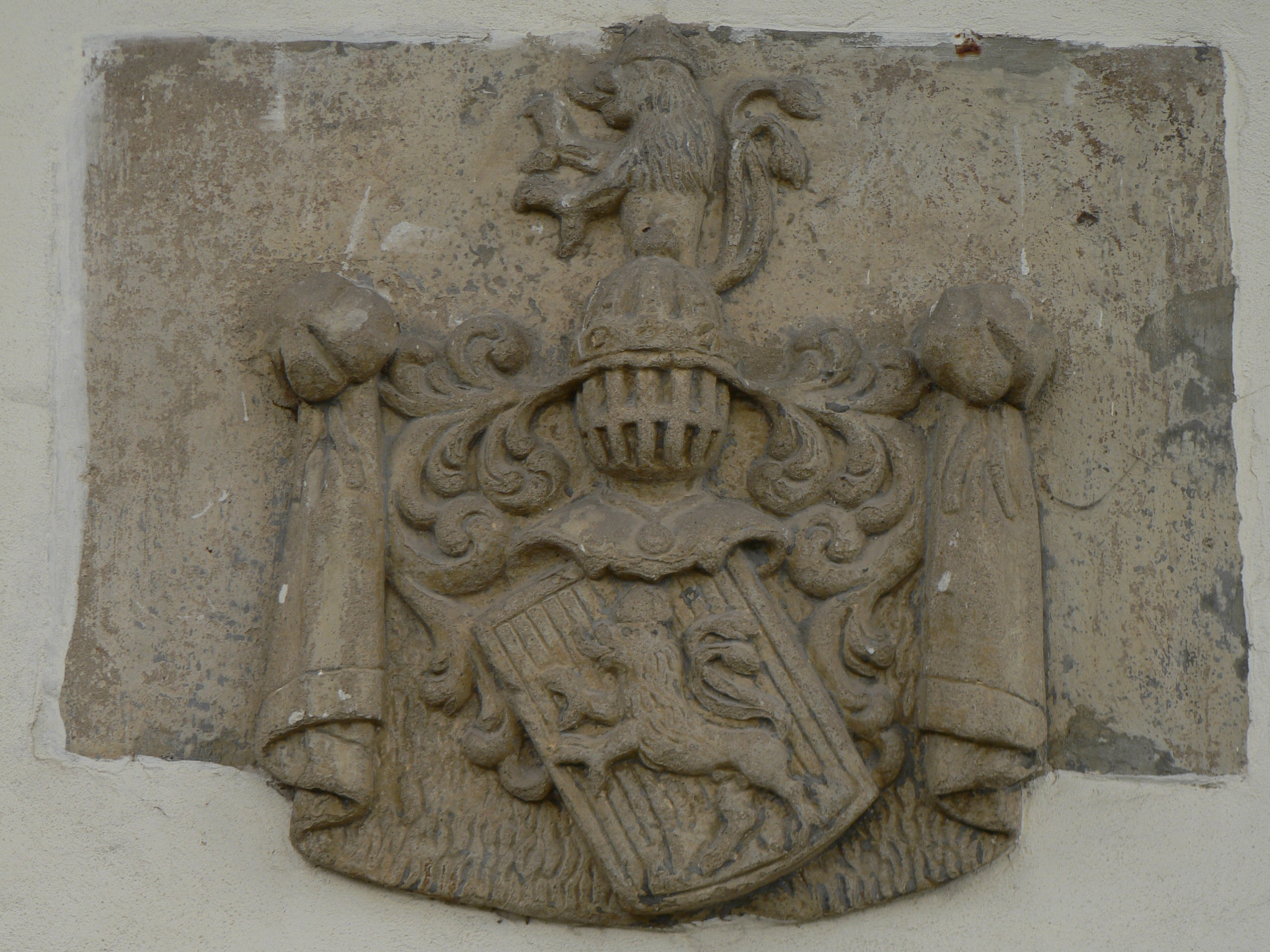
Grabplatte in Bludov